# Marnhagues-et-Latour
Marnhagues-et-Latour – miejscowość i gmina we Francji, w regionie Oksytania, w departamencie Aveyron. W 2013 roku jej populacja wynosiła 124 mieszkańców. Gmina położona jest na terenie Parku Regionalnego Grands Causses. 